# Junkersdorf (Königsberg in Bayern)
Junkersdorf ist ein Gemeindeteil der Stadt Königsberg in Bayern im unterfränkischen Landkreis Haßberge.

## Geografie
Das Kirchdorf liegt in etwa 34 Kilometer Entfernung nordwestlich von Bamberg oberhalb vom Nassachgrund. Durch den Ort führt die Staatsstraße 2281 von Hofheim nach Königsberg.

## Geschichte
Junkersdorf wurde erstmals 1303 urkundlich in einem Lehensbuch erwähnt, als „Geben de Rugheim“ den Zehnt in Junkersdorf einnahm. 1317 erhielt Wolf von Stein den Zehnt in „Gunkersdorf“. Über die Gerichtsbarkeit einigten sich im Jahr 1406 der Landgraf Friedrich von Thüringen und der Würzburger Fürstbischof Johann.
Gemäß einem Staatsvertrag zwischen dem Großherzogtum Würzburg und dem Herzogtum Sachsen-Hildburghausen wurde 1807 das Ganerbendorf Junkersdorf, das zuvor zum sächsischen Amt Königsberg gehört hatte, an Würzburg abgetreten. Damals hatte der Ort 69 Häuser mit 213 Einwohnern.
1862 wurde Junkersdorf in das neu geschaffene königlich bayerische Bezirksamt Königshofen eingegliedert. Die Landgemeinde bestand aus dem damaligen Pfarrdorf und der 1,5 Kilometer entfernten Einöde Zinkenmühle. Sie zählte 1871 283 Einwohner, die alle evangelisch waren, und 64 Wohngebäude. Eine evangelische Schule stand in Junkersdorf. Im Jahr 1900 wurde die Landgemeinde dem neu gegründeten Bezirksamt Hofheim zugeordnet. Die 544,55 Hektar große Gemeinde hatte 294 Einwohner und 58 Wohngebäude. 1925 lebten in Junkersdorf 269 Personen, von denen 6 katholisch waren, in 57 Wohngebäuden. Der Ort gehörte zum Sprengel der katholischen Pfarrei in Hofheim.
1950 hatte die Gemeinde 321 Einwohner und 55 Wohngebäude. Die evangelisch-lutherische Pfarrei war mit der Pfarrei Unfinden vereinigt. Pfarrsitz war Unfinden. Im Jahr 1961 zählte Junkersdorf 266 Einwohner und 57 Wohngebäude. 1970 waren es 269 und 1987 221 Einwohner sowie 61 Wohngebäude mit 67 Wohnungen.
Am 1. Juli 1972 wurde der Landkreis Hofheim im Rahmen der Gebietsreform in Bayern aufgelöst und Junkersdorf kam zum Haßbergkreis. Am 1. Januar 1974 folgte die Eingliederung der Gemeinde Junkersdorf in die Stadt Königsberg.

## Baudenkmäler

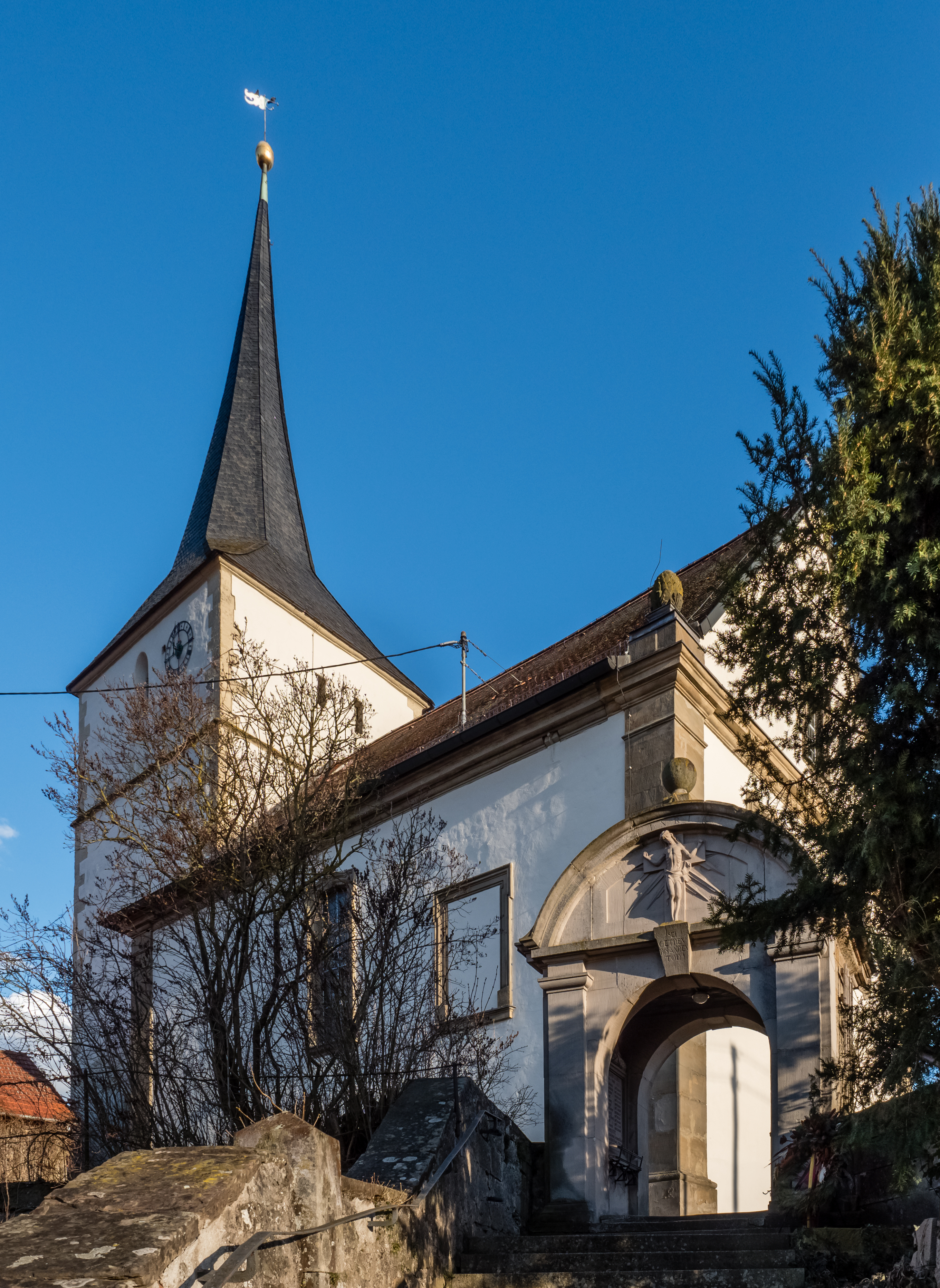
Veitskirche

Die evangelisch-lutherische Pfarrvikariatskirche St. Veit ist eine Chorturmkirche. Das barocke Langhaus ist ein Saalbau mit einem Satteldach und wird auf 1738 datiert. Das Sockelgeschoss des Chorturms stammt aus dem 8. bzw. 9. Jahrhundert. Im Chor befinden sich Wandmalereien und Fresken aus der Zeit um 1450. Die Orgel wurde 1848 von Christoph Hofmann aus Neustadt aufgestellt.
In der Bayerischen Denkmalliste sind insgesamt sechs Baudenkmäler aufgeführt.